# اس‌اس هبرید
اس‌اس هبرید (به انگلیسی: SS Hebrides) یک کشتی بود که طول آن ۱۸۰ فوت (۵۴٫۹ متر) بود. این کشتی در سال ۱۸۹۸ ساخته شد.